# L. Catherine Brinson
Pour les articles homonymes, voir Brinson.
L. Catherine Brinson est une scientifique des matériaux américaine qui est Sharon C. et Harold L. Yoh, III Distinguished Professor à l'Université Duke. Ses recherches portent sur les polymères nanostructurés et les alliages à mémoire de forme. Elle a été élue membre de l'Association américaine pour l'avancement des sciences en 2020.

## Formation
Brinson a étudié l'ingénierie et la science des matériaux à l'Institut polytechnique et université d'État de Virginie (Virginia Tech). Elle a passé ses vacances d'été à travailler au United States Naval Research Laboratory et à Hercules Aerospace. Elle a déménagé au California Institute of Technology pour ses études supérieures, où elle a travaillé aux côtés de Wolfgang Gustav Knauss sur la réponse temps-température des solides viscoélastiques multiphasiques. Elle a terminé ses recherches doctorales en 1990, avec une thèse intitulée « Time-temperature response of multi-phase viscoelastic solids through numerical analysis », après quoi elle s'est rendue en Allemagne pour travailler au Centre aérospatial allemand.

## Recherche et carrière
Brinson étudie les nouveaux matériaux et le développement de techniques de caractérisation de pointe pour mieux comprendre le comportement des matériaux. En 1992, elle a commencé sa carrière scientifique indépendante à l'Université Northwestern. Là, elle s'est concentrée sur les propriétés structurelles hiérarchiques des nouveaux systèmes de matériaux, tout en étant vice-doyenne pour les initiatives académiques et présidente du département de génie mécanique. Elle a combiné des modèles informatiques, la science des données et la recherche expérimentale pour faire avancer le développement de nouveaux matériaux.
Brinson a rejoint l'Université Duke en 2017 en tant que professeure Sharon C. et Harold L. Yoh, III. À son arrivée à Duke, Brinson a reçu 5 millions de dollars de la Fondation nationale pour la science (NSF) pour créer un référentiel de données organisé et consultable sur les matériaux de nouvelle génération. Elle développe les bases de données en collaboration avec Cynthia Rudin, Deborah McGuinness et Chiara Daraio. La base de données comprend des matériaux tels que des nanocomposites polymères et des métamatériaux structurels, ainsi que des logiciels analytiques et prédictifs pour aider à accélérer la conception et la découverte de nouveaux matériaux. Les nanocomposites développés par Brinson incorporent des nanoparticules et des nanotubes et trouvent des applications dans plusieurs industries, des voitures aux équipements sportifs de pointe. Les deux frameworks conçus par Brinson incluent NanoMine et MetaMine, qui extraient des données d'articles scientifiques, visualisent et comparent des données. Ils utilisent l'apprentissage automatique pour comprendre les propriétés fondamentales des matériaux.
En 2019, Brinson a été nommée à la Chaire de génie mécanique et science des matériaux à l'Université Duke,.

## Prix et distinctions
- 2006 Prix Friedrich Wilhelm Bessel de la Fondation Alexander-von-Humboldt[3]
- 2007 Elue membre de la Society for Engineering Science [5]
- 2013 Elue Fellow de l'American Academy of Mechanics [10]
- Médaille Nadai de l'American Society of Mechanical Engineers[11],[12]
- 2020 Membre élue de l'Association américaine pour l'avancement des sciences[13]

## Publications (sélection)
- (en) Brinson, « One-Dimensional Constitutive Behavior of Shape Memory Alloys: Thermomechanical Derivation with Non-Constant Material Functions and Redefined Martensite Internal Variable », Journal of Intelligent Material Systems and Structures, vol. 4, no 2,‎ 27 juillet 2016, p. 229–242 (DOI 10.1177/1045389X9300400213, lire en ligne)
- (en) Ramanathan, Abdala, Stankovich et Dikin, « Functionalized graphene sheets for polymer nanocomposites », Nature Nanotechnology, vol. 3, no 6,‎ 11 juin 2008, p. 327–331 (ISSN 1748-3395, PMID 18654541, DOI 10.1038/nnano.2008.96, Bibcode 2008NatNa...3..327R, lire en ligne)
- Compton, Dikin, Putz et Brinson, « Electrically Conductive "Alkylated" Graphene Paper via Chemical Reduction of Amine-Functionalized Graphene Oxide Paper », Advanced Materials, vol. 22, no 8,‎ 23 février 2010, p. 892–896 (ISSN 0935-9648, PMID 20217812, DOI 10.1002/adma.200902069, lire en ligne)

### Livres
- Brinson, H. F., Polymer engineering science and viscoelasticity : an introduction, New York, Second, 24 janvier 2015 (ISBN 978-1-4899-7485-3, OCLC 900780649, lire en ligne)